# Non ti bastavo più/Canzone degli amanti
Non ti bastavo più/Canzone degli amanti è il 16° 45 giri di Patty Pravo, pubblicato nel 1971 dall'etichetta discografica Philips.

## Accoglienza
Il singolo uscì in prossimità della partecipazione di Patty Pravo al programma Canzonissima 1971. Raggiunse la 9° massima posizione il 6 novembre 1971 e si qualificò 41° nella top 50 dei singoli più venduti dello stesso anno.

## I brani

### Non ti bastavo più
Non ti bastavo più è un brano scritto da Vito Pallavicini e Shel Shapiro. L'arrangiamento e la direzione d'orchestra sono di Bill Conti. Col brano Patty Pravo partecipò a Canzonissima 1971, esibendosi il 16 ottobre. Con questa, diede prova della sua grande capacità d'interpretazione. L'artista registrò anche la versione in lingua spagnola No Te Bastaba Ya, inglese Wasn't Good Enough, oltre ad una seconda versione più lunga (4.56 minuti). Il brano non fu incluso in nessun album.

### Canzone degli amanti
Canzone degli amanti è l'adattamento italiano, scritto da Sergio Bardotti e Duilio Del Prete, di La chanson des vieux amants scritta da Jacques Brel e Gérard Jouannest. L'arrangiamento e la direzione d'orchestra sono di Gian Piero Reverberi. Il brano incluso nell'album Di vero in fondo, fu inciso anche il lingua spagnola col titolo Cancion de los viejos amantes.

## Tracce
Lato A
1. Non ti bastavo più - 3:25

Lato B
1. Canzone degli amanti - 4:38